# Гилмор, Алекси
Алекси Гилмор (англ. Alexie Gilmore, род. 1976) — американская актриса.
Алекси родилась в Манхэттене, но выросла в Нью-Джерси, где окончила среднюю школу. Вернувшись в Нью-Йорк, начала сниматься в независимых кинофильмах и играть гостевые роли в сериалах «Спаси меня», «Убеждение» и «Закон и порядок: Преступное намерение».
В 2008 году Гилмор снялась в недолго просуществовавшем сериале Fox «Новый Амстердам», а также исполнила основную женскую роль в провальном фильме «Серфер». После переезда в Лос-Анджелес она начала появляться в сериалах «Анатомия страсти», «Частная практика», «Медиум», «Говорящая с призраками», «Доктор Хаус», «Гавайи 5.0», «C.S.I.: Место преступления» и «Касл». Также у Гилмор были роли в фильмах «Самый лучший папа» (2009), «Уиллоу Крик» (2013) и «День труда» (2013).

## Фильмография
- Знаменитый (2000)
- Дьявол носит Prada (2006)
- Она любит девушек (2007)
- Падение (2007)
- Няньки (2007)
- И делаю и не (2007)
- Да, нет, наверное (2008)
- Клуб 27 (2008)
- Серфер (2008)
- Самый лучший папа (2009)
- Милосердие (2009)
- Доктор Хаус / House (2011) — Эйнсли Бартон
- Фэрхейвен (2012)
- 2-я подача (2012)
- Уиллоу Крик (2013)
- День труда (2013)
- Там всегда Вудсток (2014)